# ヘイデイ (フェアポート・コンヴェンションのアルバム)
| 専門評論家によるレビュー | 専門評論家によるレビュー |
| レビュー・スコア         | レビュー・スコア         |
| 出典                     | 評価                     |
| ------------------------ | ------------------------ |
| オールミュージック       | [ 1 ]                    |

『ヘイデイ (Heyday：BBC Radio Sessions 1968–69)』は、1987年に初めてリリースされたイギリスのフォークロックバンドフェアポート・コンヴェンションのアルバム。原語タイトルが示すように、BBCにおけるジョン・ピールのラジオ番組「Top Gear」用に録音された曲のライブバージョンで構成されている。

## トラックリスト

### サイド1
1. 「クローズ・ザ・ドア・ライトリー・ホェン・ユー・ゴー」 （アンダーセン） – 2:56
2. 「アイ・ドント・ノウ・フェア・アイ・スタンド」 （ミッチェル） – 3:40
3. 「サム・スウィート・デイ」 （ブライアント、ブライアント） – 2:18
4. 「リノ、ネバダ」 （リチャード・ファリーニャ） – 2:18
5. 「スザンヌ」 （ レナード・コーエン ） – 5:27
6. 「イフ・イット・フィールズ・グッド,ユー・ノウ・イット・キャント・ビー・ロング」 （ハッチングス、トンプソン） – 3:12

### サイド2
1. 「アイ・スティル・ミス・サムワン」 （ ジョニー・キャッシュ、キャッシュ） – 2:37
2. 「バード・オン・ア・ワイヤー」 （コーエン） – 2:36
3. 「ゴーン、ゴーン、ゴーン」 （エバーリー、エバーリー） – 2:10
4. 「タイアード・ソー・ハード」 （クラーク） – 2:48
5. 「シャタリング・リブ・エクスペリエンス」 （ニコル） – 3:19
6. 「パーシーズ・ソング」 （ ボブ・ディラン ） – 5:34

### 2002年版のボーナストラック
1. 「ユー・ネヴァー・ウォンテッド・ミー」 （ ジャクソンC.フランク ） – 3:18
2. 「ノータム・タウン」 （トラディショナル） – 3:37
3. 「フォザリンゲイ」 （ サンディ・デニー ） – 3:01
4. 「二人のわかれ (Si tu dois partir)」 （ボブ・ディラン） – 2:28
5. 「ケイジャン・ウーマン」 （ リチャード・トンプソン ） – 2:47
6. 「オートプシー」 （サンディデニー） – 4:26
7. 「レイナーディン」 （トラディショナル） – 4:24
8. 「タム・リン」 （トラディショナル） – 7:49

## パーソネル
ミュージシャン： 
- アシュリー・ハッチングス –ベース
- マーティン・ランブル –ドラム
- リチャード・トンプソン –ギター
- サイモン・ニコル –ギター
- イアン・マシューズ、リチャード・トンプソン、サンディ・デニー –ボーカル
- リック・グレッチ-「ケイジャン・ウーマン」と「二人のわかれ」のバイオリン
- デイヴ・スウォーブリック -「レイナーディン」と「タム・リン」のバイオリン
- デイヴ・マタックス -「レイナーディン」と「タム・リン」のドラム

追加パーソネル： 
- ジョー・ボイド–ライナーノーツ
- バーニー・アンドリュース –プロデューサー（サイド1：1から3、5、6、2：3、6）
- ジョニービアリング –プロデューサー（サイド2：2）
- キース・スチュワート–プロデューサー（サイド1：4、サイド2：1、4、5）
- アシュリー・ハッチングス、フランク・コーネルッセン、ジョー・ボイド –コンピレーション

## 参照資料
1. ↑  “allmusic ((( Heyday: BBC Radio Sessions, 1968-1969 > Overview )))”.   www.allmusic.com. 2010年8月9日閲覧。
2. 1 2  “Fairport Convention - Heyday - The BBC Sessions 1968-1969 (CD, Album) at Discogs”.   www.discogs.com. 2010年8月9日閲覧。